# Anapausa longipennis
Anapausa longipennis är en skalbaggsart som beskrevs av Stefan von Breuning 1966. Anapausa longipennis ingår i släktet Anapausa och familjen långhorningar. Inga underarter finns listade i Catalogue of Life.